# Tichosteus
Tichosteus là một chi khủng long, được Cope mô tả khoa học năm 1877.